# Issam El Adoua
Issam El Adoua (nacido el 9 de diciembre de 1986 en Casablanca, Marruecos) es un futbolista profesional marroquí que juega como defensa central en el Al-Dhafra de la Liga Árabe del Golfo. Es internacional absoluto con la selección de Marruecos.

## Carrera en clubes
Formado en el Wydad Casablanca, El Adoua entre en la plantilla del primer equipo en 2005, jugando su primer partido en junio de 2006 contra el Olympique Khouribga.
Durante el invierno de 2009, hizo una breve prueba con el Racing Club de Lens, y participa en la segunda mitad del partido de Copa ante el Valenciennes. El 9 de junio de 2009, se confirma oficialmente su traspaso al Lens por dos temporadas. En enero de 2010, fue cedido al FC Nantes.
Firmó el 30 de agosto de 2010, con el club de Kuwait, Al Qadsia, donde es elegido en el año 2011 como el mejor defensor de la Liga Premier de Kuwait.
El 4 de junio de 2011, fue transferido al club portugués Vitória Guimarães por dos años. Se convirtió en una de las revelaciones de la Primeira Liga, y una pieza clave de los éxitos cosechados durante esas temporadas por el conjunto blanquinegro.
El 18 de junio de 2013, llegó libre al Levante UD de la Primera División de España por dos temporadas para suplir la baja de Ballesteros.
Rescindió contrato con el Levante UD, y firmó por el Chongqing Lifan Football Club.

## Carrera como internacional
Fue convocado por primera vez con Marruecos en 2009 y jugó su primer partido contra Camerún. Participó en la Copa de África 2013 en Sudáfrica. Marcó un gol contra el país anfitrión, pero los Leones del Atlas fueron eliminados en la primera ronda.

## Clubes
- Actualizado el 14 de mayo de 2019.

| Club                    | País                   | Año       | Partidos | Goles |
| ----------------------- | ---------------------- | --------- | -------- | ----- |
| Wydad Casablanca        | Marruecos              | 2005-2009 | 16       | 2     |
| RC Lens                 | Francia                | 2009-2010 | 1        | 0     |
| FC Nantes               | Francia                | 2010      | 8        | 0     |
| Al Qadsia               | Kuwait                 | 2010-2011 | 25       | 0     |
| Vitória Guimarães       | Portugal               | 2011-2013 | 66       | 1     |
| Levante UD              | España                 | 2013-2015 | 31       | 1     |
| Chongqing Dangdai Lifan | China                  | 2015      | 28       | 1     |
| Al-Dhafra               | Emiratos Árabes Unidos | 2016-2018 | 63       | 2     |
| Desportivo Aves         | Portugal               | 2018-2019 | 18       | 0     |
| Al-Kuwait               | Kuwait                 | 2019      | 8        | 0     |
| Al-Dhafra               | Emiratos Árabes Unidos | 2019-     |          |       |

## Palmarés
- 1 Liga de Kuwait con el Al Qadsia en 2011
- 1 Copa de Portugal con el Vitória Guimarães en 2013